# Liste der Naturdenkmale in Duisburg
Die Liste der Naturdenkmale in Duisburg enthält Naturdenkmale aus dem Landschaftsplan von 1992 und der Naturdenkmalverordnung von 2012. Gelistet sind Bäume und Findlinge, die aus wissenschaftlichen, naturgeschichtlichen und landeskundlichen Gründen von Bedeutung sind oder durch ihre Seltenheit, Eigenart und Schönheit beeindrucken. Durch die in Duisburg weit verbreitete Garten- und Parkanlagenkultur gibt es neben den einheimischen Gehölzen auch viele Exoten wie Scharlacheiche, Trompetenbaum und Ginkgobaum.
Ein Großteil der besonderen Einzelschöpfungen der Natur befindet sich in Gärten und auf Grundstücken von Duisburger Bürgern. Diese werden jedoch von städtischen Mitarbeitern mitgepflegt und zweimal im Jahr auf ihre Verkehrssicherheit überprüft. Seit der Festsetzung mussten in den letzten Jahren 22 Bäume aufgrund von Krankheit und Sturmschäden gefällt werden.
Insgesamt gibt es auf dem Duisburger Stadtgebiet 90 Naturdenkmale (Stand: 2015).
Des Weiteren werden zehn Baumreihen, -gruppen und -alleen auf Duisburger Stadtgebiet in der Liste der geschützten Landschaftsbestandteile in Duisburg geführt.

## Naturdenkmale aus dem Landschaftsplan
Rechtskraft seit 1992 (Stand 2015)
| Denkmal-Nummer | Ort / Lage | Bezeichnung des ND  | Anzahl | Art                                        | Eingetragen seit | Schutzgrund                | Beschreibung | Bild                          |
| -------------- | --- | ------------------- | ------ | ------------------------------------------ | ---------------- | -------------------------- | --- | ----------------------------- |
| 1.3.01         | Duisburg-Walsum-Wehofen östlich des Weges zum Möllenbruckshof Karte                                                          | Einzelbaum          | 1      | Stieleiche (Quercus robur)                 | 1992             | Schönheit                  | Alter: ca. 200 Jahre Höhe: ca. 20 m Stammumfang: ca. 335 cm Kronendurchmesser: ca. 18 m Weithin sichtbarer Baum umgeben von Ackerflächen. | BW                            |
| 1.3.02         | Duisburg-Walsum-Wehofen im Garten vor dem Sassenhof, Sassenstraße 33 Karte                                                   | Einzelbaum          | 1      | Blutbuche (Fagus sylvatica ‚Atropurpurea‘) | 1992             | Schönheit                  | Alter: ca. 100 Jahre Höhe: ca. 15 m Stammumfang: ca. 230 cm Kronendurchmesser: ca. 16 m Hausbaum | BW                            |
| 1.3.03         | Duisburg-Walsum-Wehofen auf dem Sassenhof, Sassenstraße 33 Karte                                                             | Einzelbaum          | 1      | Winterlinde (Tilia cordata)                | 1992             | Schönheit                  | Alter: ca. 160 Jahre Höhe: ca. 25 m Stammumfang: ca. 245 cm Kronendurchmesser: ca. 20 m Hausbaum. Die Linde wurde nach dem Bau des heutigen Sassenhofes 1861 gepflanzt.                                                                         | BW                            |
| 1.3.05         | Duisburg-Hamborn-Röttgersbach gegenüber dem Atropshof, Kaiser-Friedrich-Straße 390 Karte                                     | Einzelbaum          | 1      | Rosskastanie (Aesculus hippocastanum)      | 1992             | Schönheit                  | Alter: ca. 100 Jahre Höhe: ca. 14 m Stammumfang: ca. 168 cm Kronendurchmesser: ca. 10 m Hausbaum | BW                            |
| 1.3.06         | Duisburg-Hamborn-Röttgersbach gegenüber dem Atropshof, Kaiser-Friedrich-Straße 390 Karte                                     | Einzelbaum          | 1      | Platane (Platanus acerfolia)               | 1992             | Schönheit                  | Alter: ca. 180 Jahre Höhe: ca. 25 m Stammumfang: ca. 315 cm Kronendurchmesser: ca. 30 m | BW                            |
| 1.3.07         | Duisburg-Hamborn-Röttgersbach gegenüber dem Atropshof, Kaiser-Friedrich-Straße 390 Karte                                     | Einzelbaum          | 1      | Platane (Platanus acerfolia)               | 1992             | Schönheit                  | Alter: ca. 180 Jahre Höhe: ca. 23 m Stammumfang: ca. 310 cm Kronendurchmesser: ca. 20 m | BW                            |
| 1.3.08         | Duisburg-Hamborn-Röttgersbach am Heisterkampshof, südlich Kaiser-Friedrich-Straße 382 Karte                                  | Einzelbaum          | 1      | Rotblühende Roßkastanie (Aesculus carnea)  | 1992             | Schönheit                  | Alter: ca. 120 Jahre Höhe: ca. 20 m Stammumfang: ca. 270 cm Kronendurchmesser: ca. 12 m Hausbaum | BW                            |
| 1.3.09         | Duisburg-Baerl im Baerler Busch, Baggerstraße / Laakmannsfeld, südwestlich Bernshof, ca. 70 m nördlich der Zechenbahn. Karte | Einzelbaum          | 1      | Rotbuche (Fagus sylvatica)                 | 1992             | Schönheit                  | Alter: ca. 200 Jahre Höhe: ca. 23 m Stammumfang: ca. 380 cm Kronendurchmesser: ca. 19 m Die Rotbuche steht in einem ca. 50 Jahre alten Eichen-Birken-Wald. Der Baum hat am Stamm Baumkrebswucherungen und im unteren Stammbereich eine Höhlung. | BW                            |
| 1.3.10         | Duisburg-Baerl im Baerler Busch, Laakmannsfeld, Wegkreuzung südwestlich Bernshof Karte                                       | Einzelbaum          | 1      | Rotbuche (Fagus sylvatica)                 | 1992             | Schönheit                  | Alter: ca. 250 Jahre Höhe: ca. 35 m Stammumfang: ca. 460 cm Kronendurchmesser: ca. 25 m Die Rotbuche steht in einem ca. 50 Jahre alten Eichen-Birken-Wald und hat eine zweistämmige Krone.                                                      | BW                            |
| 1.3.11         | Duisburg-Baerl östlich der Paschmannstraße, am Weg zum Deich Karte                                                           | Einzelbaum          | 1      | Bergahorn (Acer pseudoplatanus)            | 1992             | Schönheit                  | Alter: ca. 200 Jahre Höhe: ca. 25 m Stammumfang: ca. 300 cm Kronendurchmesser: ca. 16 m Freistehender Baum an Viehweide | BW                            |
| 1.3.13         | Duisburg-Baerl östlich der Elisenstraße, Nähe Reitsportanlage / Uettelsheimer See Karte                                      | Einzelbaum          | 1      | Stieleiche (Quercus robur)                 | 1992             | Schönheit                  | Alter: ca. 150 Jahre Höhe: ca. 18 m Stammumfang: ca. 220 cm Kronendurchmesser: ca. 13 m Freistehender Baum auf Brachfläche | BW                            |
| 1.3.16         | Duisburg-Alt-Homberg Park (Ehemaliger Friedhof Homberg), Hochfeldstraße / Friedhofsallee Karte                               | Einzelbaum          | 1      | Platane (Platanus acerifolia)              | 1992             | Schönheit                  | Alter: ca. 160 Jahre Höhe: ca. 22 m Stammumfang: ca. 360 cm Kronendurchmesser: ca. 22 m Auf dem von Moosen und Flechten besiedelten Baum wächst eine Eibe und ein Ahornbäumchen.                                                                | BW                            |
| 1.3.18         | Duisburg-Alt-Homberg Park (Ehemaliger Friedhof Homberg), Friedhofsallee Karte                                                | Einzelbaum          | 1      | Blutbuche (Fagus sylvatica ‚Atropurpurea‘) | 1992             | Schönheit                  | Alter: ca. 200 Jahre Höhe: ca. 23 m Stammumfang: ca. 400 cm Kronendurchmesser: ca. 25 m Veredelungsstelle mit ausgeprägten Maserknollen, eingewachsenes Naturdenkmal- und Gedenkschild.                                                         | BW                            |
| 1.3.19         | Duisburg-Duissern Mülheimer Straße / Monningstraße, am Parkplatz Restaurant „Trattoria Mamma Nina - In der Monning“ Karte    | Einzelbaum          | 1      | Winterlinde (Tilia cordata)                | 1992             | Schönheit                  | Alter: ca. 130 Jahre Höhe: ca. 18 m Stammumfang: ca. 220 cm Kronendurchmesser: ca. 15 m Grenzbaum an der Stadtgrenze Duisburg / Mülheim an der Ruhr                                                                                             | Fotos hochladen               |
| 1.3.20         | Duisburg-Rheinhausen Bergheim Stadtteil Oestrum, am Essenberger Bruchgraben, östlich der Straße Burgfeld Karte               | Einzelbaum          | 1      | Stieleiche (Quercus robur)                 | 1992             | Schönheit                  | Alter: ca. 150 Jahre Höhe: ca. 15 m Stammumfang: ca. 240 cm Kronendurchmesser: ca. 15 m | mehr Fotos \| Fotos hochladen |
| 1.3.21         | Duisburg-Rheinhausen Bergheim Stadtteil Oestrum, westlich der Straße Burgfeld Karte                                          | Einzelbaum          | 1      | Stieleiche (Quercus robur)                 | 1992             | Schönheit                  | Alter: ca. 150 Jahre Höhe: ca. 13 m Stammumfang: ca. 245 cm Kronendurchmesser: ca. 11 m | mehr Fotos \| Fotos hochladen |
| 1.3.22         | Duisburg-Rumeln-Kaldenhausen Bonertstraße, südlich der Einfahrt zum Wasserwerk. Karte                                        | Einzelbaum          | 1      | Rotbuche (Fagus sylvatica)                 | 1992             | Schönheit                  | Alter: ca. 150 Jahre Höhe: ca. 18 m Stammumfang: ca. 255 cm Kronendurchmesser: ca. 18 m | mehr Fotos \| Fotos hochladen |
| 1.3.23         | Duisburg-Rumeln-Kaldenhausen Bonertstraße, Wasserwerk Karte                                                                  | Einzelbaum          | 1      | Rotbuche (Fagus sylvatica)                 | 1992             | Schönheit                  | Alter: ca. 150 Jahre Stammumfang: ca. 300 cm Baum steht auf dem eingezäunten Gelände des Wasserwerks in einem Laubwald. | BW                            |
| 1.3.24         | Duisburg-Rumeln-Kaldenhausen Bonertstraße, Wasserwerk Karte                                                                  | Einzelbaum          | 1      | Rotbuche (Fagus sylvatica)                 | 1992             | Schönheit                  | Alter: ca. 160 Jahre Stammumfang: ca. 300 cm Baum steht auf dem eingezäunten Gelände des Wasserwerks in einem Laubwald. | BW                            |
| 1.3.27         | Duisburg-Rumeln-Kaldenhausen nordöstlich des Mühlenwinkelsweges Karte                                                        | Einzelbaum          | 1      | Rotbuche (Fagus sylvatica)                 | 1992             | Schönheit                  | Alter: ca. 150 Jahre Höhe: ca. 20 m Stammumfang: ca. 320 cm Kronendurchmesser: ca. 16 m nach Auskunft der unteren Naturschutzbehörde ist dieser Baum vor einiger Zeit abgestorben und umgestürzt                                                | BW                            |
| 1.3.28         | Duisburg-Rumeln-Kaldenhausen Am Restaurant „Waldborn“, Bonertstraße 99 Karte                                                 | Einzelbaum          | 1      | Rotbuche (Fagus sylvatica)                 | 1992             | Schönheit                  | Alter: ca. 220 Jahre Höhe: ca. 28 m Stammumfang: ca. 430 cm Kronendurchmesser: ca. 25 m | mehr Fotos \| Fotos hochladen |
| 1.3.29         | Duisburg-Rumeln-Kaldenhausen Wald am Sportplatz Rumelner Turnverein e. V., Am Sportplatz 15 Karte                            | Einzelbaum          | 1      | Rotbuche (Fagus sylvatica)                 | 1992             | Schönheit                  | Alter: ca. 150 Jahre Höhe: ca. 21 m Stammumfang: ca. 335 cm Kronendurchmesser: ca. 17 m | mehr Fotos \| Fotos hochladen |
| 1.3.30         | Duisburg-Rumeln-Kaldenhausen südlich der Kirschenallee Karte                                                                 | Einzelbaum          | 1      | Esskastanie (Castanea sativa)              | 1992             | Schönheit                  | Alter: ca. 200 Jahre Höhe: ca. 17 m Stammumfang: ca. 400 cm Kronendurchmesser: ca. 15 m Knorriger Baum mit Drehwuchs, ausladendem Starkast, am Stamm auffällige Astnarbe und Wucherungen.                                                       | mehr Fotos \| Fotos hochladen |
| 1.3.32         | Duisburg-Rumeln-Kaldenhausen südwestlich der Hofeinfahrt Kapellener Straße 98 Karte                                          | Einzelbaum          | 1      | Esskastanie (Castanea sativa)              | 1992             | Schönheit                  | Alter: ca. 180 Jahre Höhe: ca. 20 m Stammumfang: ca. 365 cm Kronendurchmesser: ca. 18 m | mehr Fotos \| Fotos hochladen |
| 1.3.33         | Duisburg-Rumeln-Kaldenhausen südwestlich der Hofeinfahrt Kapellener Straße 98 Karte                                          | Einzelbaum          | 1      | Esskastanie (Castanea sativa)              | 1992             | Schönheit                  | Alter: ca. 170 Jahre Höhe: ca. 19 m Stammumfang: ca. 255 cm Kronendurchmesser: ca. 13 m | mehr Fotos \| Fotos hochladen |
| 1.3.34         | Duisburg-Rumeln-Kaldenhausen südwestlich der Hofeinfahrt Kapellener Straße 98 Karte                                          | Einzelbaum          | 1      | Scharlacheiche (Quercus coccinea)          | 1992             | Schönheit                  | Alter: ca. 170 Jahre Höhe: ca. 20 m Stammumfang: ca. 270 cm Kronendurchmesser: ca. 15 m | mehr Fotos \| Fotos hochladen |
| 1.3.36         | Duisburg-Rumeln-Kaldenhausen westlich des Aubruchgrabens, südlich des Donkweges Karte                                        | Einzelbaum          | 1      | Winterlinde (Tilia cordata)                | 1992             | Schönheit                  | Alter: ca. 140 Jahre Höhe: ca. 19 m Stammumfang: ca. 225 cm Kronendurchmesser: ca. 14 m | mehr Fotos \| Fotos hochladen |
| 1.3.37         | Duisburg-Rumeln-Kaldenhausen Viehweide am Aubruchgraben, westlich Akazienweg 15 Karte                                        | Einzelbaum          | 1      | Robinie (Robinia pseudoacacia)             | 1992             | Schönheit                  | Alter: ca. 150 Jahre Höhe: ca. 19 m Stammumfang: ca. 260 cm Kronendurchmesser: ca. 15 m | mehr Fotos \| Fotos hochladen |
| 1.3.38         | Duisburg-Rumeln-Kaldenhausen Viehweide am Aubruchgraben, westlich Akazienweg 15 Karte                                        | Einzelbaum          | 1      | Robinie (Robinia pseudoacacia)             | 1992             | Schönheit                  | Alter: ca. 150 Jahre Höhe: ca. 19 m Stammumfang: ca. 260 cm Kronendurchmesser: ca. 15 m | mehr Fotos \| Fotos hochladen |
| 1.3.39         | Duisburg-Rheinhausen Friemersheim Friedhof Friemersheim, westlich der Kapelle / Kruppsee Karte                               | Einzelbaum          | 1      | Rotbuche (Fagus sylvatica)                 | 1992             | Schönheit                  | Alter: ca. 140 Jahre Höhe: ca. 20 m Stammumfang: ca. 240 cm Kronendurchmesser: ca. 20 m | mehr Fotos \| Fotos hochladen |
| 1.3.40         | Duisburg-Rheinhausen Friemersheim Friedhof Friemersheim, westlich der Kapelle / Kruppsee Karte                               | Einzelbaum          | 1      | Rotbuche (Fagus sylvatica)                 | 1992             | Schönheit                  | Alter: ca. 150 Jahre Höhe: ca. 22 m Stammumfang: ca. 285 cm Kronendurchmesser: ca. 20 m | mehr Fotos \| Fotos hochladen |
| 1.3.42         | Duisburg-Süd-Bissingheim Worringer Weg / Waldweg Am Knickert, Nähe Bf Duisburg-Wedau Karte                                   | Findling „Knickert“ | 1      | Findling (Granit)                          | 1992             | Naturgeschichtliche Gründe | Kreisrunder Findling aus Granit Durchmesser: ca. 1,00 m | Fotos hochladen               |
| 1.3.44         | Duisburg-Süd-Huckingen Düsseldorfer Landstraße 376 Karte                                                                     | Einzelbaum          | 1      | Winterlinde (Tilia cordata)                | 1992             | Schönheit                  | Alter: ca. 100 Jahre Höhe: ca. 20 m Stammumfang: ca. 205 cm Kronendurchmesser: ca. 17 m Hausbaum | BW                            |
| 1.3.45         | Duisburg-Süd-Huckingen Düsseldorfer Landstraße 376 Karte                                                                     | Einzelbaum          | 1      | Winterlinde (Tilia cordata)                | 1992             | Schönheit                  | Alter: ca. 100 Jahre Höhe: ca. 20 m Stammumfang: ca. 180 cm Kronendurchmesser: ca. 14 m Hausbaum | BW                            |
| 1.3.46         | Duisburg-Süd-Huckingen Düsseldorfer Landstraße 376 Karte                                                                     | Einzelbaum          | 1      | Silberlinde (Tilia tomentosa)              | 1992             | Schönheit                  | Alter: ca. 130 Jahre Höhe: ca. 20 m Stammumfang: ca. 285 cm Kronendurchmesser: ca. 13 m Hausbaum | BW                            |
| 1.3.47         | Duisburg-Süd-Huckingen Düsseldorfer Landstraße 376 Karte                                                                     | Einzelbaum          | 1      | Winterlinde (Tilia cordata)                | 1992             | Schönheit                  | Alter: ca. 130 Jahre Höhe: ca. 10 m Stammumfang: ca. 275 cm Kronendurchmesser: ca. 13 m Hausbaum | BW                            |
| 1.3.48         | Duisburg-Süd-Rahm Böckumer Burgweg 61 zwischen Haus Böckum und Golfplatz. Karte                                              | Einzelbaum          | 1      | Esskastanie (Castanea sativa)              | 1992             | Schönheit                  | Alter: ca. 200 Jahre Höhe: ca. 18 m Stammumfang: ca. 300 cm Kronendurchmesser: ca. 13 m Auffälliger großer Baum, Höhlung, Stammschaden durch Weidezaun (Eingewachsener Stacheldraht)                                                            | BW                            |
| 1.3.52         | Duisburg-Süd-Rahm Acker westlich der Rahmer Straße, Stadtgrenze Duisburg / Düsseldorf Karte                                  | Einzelbaum          | 1      | Stieleiche (Quercus robur)                 | 1992             | Schönheit                  | Alter: ca. 220 Jahre Höhe: ca. 20 m Stammumfang: ca. 340 cm Kronendurchmesser: ca. 18 m | BW                            |
| 1.3.53         | Duisburg-Mitte-Neudorf zwischen Dachsweg und Fuchspfad. Nähe Wanderparkplatz Uhlenhorststraße. Karte                         | Findling            | 1      | Findling (Granit)                          | 1992             | Naturgeschichtliche Gründe | Heller Granitfindling Maße:2,88 × 2,00 × 1,00 m Der Findling liegt auf einer Waldlichtung | BW                            |

## Naturdenkmale in der Naturdenkmalverordnung
Rechtskraft 11. Dezember 2012 (Stand: 2015)
Neben den im Landschaftsplan festgelegten Naturdenkmalen gibt es in Duisburg zahlreiche weitere Naturdenkmale im bebauten Stadtgebiet. Sie wurden im Dezember 2012 in der Naturdenkmalverordnung festgelegt. Die besonderen Einzelschöpfungen der Natur sind nach den Verwaltungsbezirken in laufender Nummer sortiert.
- Homberg – Ruhrort – Baerl (HRB)
- Meiderich – Beeck (MB)
- Mitte (M)
- Rheinhausen (R)
- Süd (S)

| Denkmal-Nummer | Ort / Lage                                                                                     | Bezeichnung des ND | Anzahl | Art                                                  | Eingetragen seit | Schutzgrund | Beschreibung | Bild                          |
| -------------- | ---------------------------------------------------------------------------------------------- | ------------------ | ------ | ---------------------------------------------------- | ---------------- | ----------- | --- | ----------------------------- |
| HRB1           | Duisburg-Baerl Orsoyer Straße 17 Karte                                                         | Einzelbaum         | 1      | Ginkgo (Ginkgo biloba)                               | 2012             | Schönheit   | Höhe: 26 m Stammumfang: 385 cm Kronendurchmesser: 16 m | BW                            |
| HRB2           | Duisburg-Baerl Orsoyer Straße 17 Karte                                                         | Einzelbaum         | 1      | Winterlinde (Tilia cordata)                          | 2012             | Schönheit   | Höhe: 27 m Stammumfang: 300 cm Kronendurchmesser: 22 m | BW                            |
| HRB3           | Duisburg-Baerl Steinschenstraße 8 a Karte                                                      | Einzelbaum         | 1      | Bergahorn (Acer pseudoplatanus)                      | 2012             | Schönheit   | Höhe: 22 m Stammumfang: 360 cm Kronendurchmesser: 24 m | Fotos hochladen               |
| HRB4           | Duisburg-Baerl Steinschenstraße 8 Karte                                                        | Einzelbaum         | 1      | Rosskastanie (Aesculus hippocastanum)                | 2012             | Schönheit   | Höhe: 25 m Stammumfang: 480 cm Kronendurchmesser: 30 m | BW                            |
| HRB5           | Duisburg-Baerl Hofstraße 5 Karte                                                               | Einzelbaum         | 1      | Stieleiche (Quercus robur)                           | 2012             | Schönheit   | Höhe: 19 m Stammumfang: 280 cm Kronendurchmesser: 19 m | Fotos hochladen               |
| HRB6           | Duisburg-Alt-Homberg Königstraße 66 Karte                                                      | Einzelbaum         | 1      | Blutbuche (Fagus sylvatica atropunicea)              | 2012             | Schönheit   | Höhe: 20 m Stammumfang: 350 cm Kronendurchmesser: 24 m | BW                            |
| HRB7           | Duisburg-Ruhrort im Park der Firma Haniel, Franz-Haniel-Platz Karte                            | Einzelbaum         | 1      | Eichenblättrige Rotbuche (Fagus sylvatica laciniata) | 2012             | Schönheit   | Höhe: 13 m Stammumfang: 285 cm Kronendurchmesser: 18 m Strauchform | BW                            |
| HRB8           | Duisburg-Ruhrort im Park der Firma Haniel, Franz-Haniel-Platz Karte                            | Einzelbaum         | 1      | Ginkgo (Ginkgo biloba)                               | 2012             | Schönheit   | Höhe: 14 m Stammumfang: 80 cm–205 cm Kronendurchmesser: 16 m Sechstriebiger Ginkgo                                                                                                | BW                            |
| HRB9           | Duisburg-Ruhrort Amalie-Weidner-Steinhaus-Park, Hafenstraße 35 Karte                           | Einzelbaum         | 1      | Blutbuche (Fagus sylvatica atropunicea)              | 2012             | Schönheit   | Höhe: 25 m Stammumfang: 340 cm Kronendurchmesser: 23 m | BW                            |
| MB1            | Duisburg-Mittelmeiderich im Stadtpark Meiderich am Spielplatz, Bürgermeister-Pütz-Straße Karte | Einzelbaum         | 1      | Platane (Platanus hybrida)                           | 2012             | Schönheit   | Höhe: 21 m Stammumfang: 450 cm Kronendurchmesser: 35 m | mehr Fotos \| Fotos hochladen |
| M1             | Duisburg-Duissern Goerdeler-Park, Mülheimer Straße 39 Karte                                    | Einzelbaum         | 1      | Blutbuche (Fagus sylvatica atropunicea)              | 2012             | Schönheit   | Höhe: 16 m Stammumfang: 325 cm Kronendurchmesser: 20 m | BW                            |
| M2             | Duisburg-Duissern Goerdeler-Park, Mülheimer Straße 39 Karte                                    | Einzelbaum         | 1      | Trauerbuche (Fagus sylvatica pendula)                | 2012             | Schönheit   | Höhe: 9 m Stammumfang: 240 cm Kronendurchmesser: 17 m | BW                            |
| M3             | Duisburg-Duissern Goerdeler-Park, Mülheimer Straße 39 Karte                                    | Einzelbaum         | 1      | Trompetenbaum (Catalpa bignonioides)                 | 2012             | Schönheit   | Höhe: 16 m Stammumfang: 330 cm Kronendurchmesser: 13 m | BW                            |
| M4             | Duisburg-Duissern Goerdeler-Park, Mülheimer Straße 39 Karte                                    | Einzelbaum         | 1      | Blutbuche (Fagus sylvatica atropunicea)              | 2012             | Schönheit   | Höhe: 22 m Stammumfang: 330 cm Kronendurchmesser: 21 m | BW                            |
| M5             | Duisburg-Dellviertel im Immanuel-Kant-Park Karte                                               | Findling           | 1      | Findling (Granit)                                    | 2012             | Eigenart    | Grauer Granit Maße: 3,07 × 1,68 × 1,60 m | BW                            |
| M6             | Duisburg-Dellviertel Menzelstraße 55 / Düsseldorfer Straße Karte                               | Einzelbaum         | 1      | Blutbuche (Fagus sylvatica atropunicea)              | 2012             | Schönheit   | Höhe: 22 m Stammumfang: 322 cm Kronendurchmesser: 27 m | BW                            |
| M7             | Duisburg-Dellviertel Böninger Park, Düsseldorfer Straße Karte                                  | Einzelbaum         | 1      | Platane (Platanus hybrida)                           | 2012             | Schönheit   | Höhe: 26 m Stammumfang: 570 cm Kronendurchmesser: 28 m | BW                            |
| R1             | Duisburg-Hochemmerich Diergardtpark Karte                                                      | Einzelbaum         | 1      | Trauerbuche (Fagus sylvatica pendula)                | 2012             | Schönheit   | Höhe: 15 m Stammumfang: 245 cm Kronendurchmesser: 22 m | Fotos hochladen               |
| R2             | Duisburg-Hochemmerich Diergardtstraße 2 Karte                                                  | Einzelbaum         | 1      | Platane (Platanus hybrida)                           | 2012             | Schönheit   | Höhe: 25 m Stammumfang: 540 cm Kronendurchmesser: 35 m | Fotos hochladen               |
| R3             | Duisburg-Hochemmerich Diergardtstraße 2 Karte                                                  | Einzelbaum         | 1      | Rotbuche (Fagus sylvatica)                           | 2012             | Schönheit   | Höhe: 28 m Stammumfang: 390 cm Kronendurchmesser: 27 m | Fotos hochladen               |
| R4             | Duisburg-Hochemmerich Diergardtstraße 2 Karte                                                  | Einzelbaum         | 1      | Platane (Platanus hybrida)                           | 2012             | Schönheit   | Höhe: 26 m Stammumfang: 395 cm Kronendurchmesser: 27 m | Fotos hochladen               |
| R5             | Duisburg-Hochemmerich Ev. Kirchengemeinde Hochemmerich, Kindergarten Friedensstraße 1 Karte    | Einzelbaum         | 1      | Blutbuche (Fagus sylvatica atropunicea)              | 2012             | Schönheit   | Höhe: 16 m Stammumfang: 430 cm Kronendurchmesser: 29 m | Fotos hochladen               |
| R6             | Duisburg-Hochemmerich Fährstraße / Ecke Deichstraße Karte                                      | Einzelbaum         | 1      | Platane (Platanus hybrida)                           | 2012             | Schönheit   | Höhe: 24 m Stammumfang: 490 cm Kronendurchmesser: 25 m | mehr Fotos \| Fotos hochladen |
| R7             | Duisburg-Hochemmerich Fährstraße / Ecke Deichstraße Karte                                      | Einzelbaum         | 1      | Platane (Platanus hybrida)                           | 2012             | Schönheit   | Höhe: 25 m Stammumfang: 459 cm Kronendurchmesser: 25 m | mehr Fotos \| Fotos hochladen |
| R8             | Duisburg-Hochemmerich Grundschule Krefelder Str. 47 Karte                                      | Einzelbaum         | 1      | Krim-Linde (Tilia euchlora)                          | 2012             | Schönheit   | Höhe: 26 m Stammumfang: 440 cm Kronendurchmesser: 17 m | Fotos hochladen               |
| R9             | Duisburg-Bergheim Bernhard-Röcken-Weg, am Essenberger Bruchgraben Karte                        | Einzelbaum         | 1      | Scharlacheiche (Quercus coccinea)                    | 2012             | Schönheit   | Höhe: 17 m Stammumfang: 400 cm Kronendurchmesser: 25 m Nach Auskunft der unteren Naturschutzbehörde ist dieser Baum im August 2018 auseinandergebrochen und musste gefällt werden | BW                            |
| R10            | Duisburg-Bergheim An der Liff 11 Karte                                                         | Einzelbaum         | 1      | Rosskastanie (Aesculus hippocastanum)                | 2012             | Schönheit   | Höhe: 20 m Stammumfang: 395 cm Kronendurchmesser: 21 m Beim Sturm Sabine im Februar 2020 ist die Krone heraus-gebrochen und der Baum musste gefällt werden                        | BW                            |
| R11            | Duisburg-Bergheim In den Peschen, vor dem Schauenhof Karte                                     | Einzelbaum         | 1      | Blutbuche (Fagus sylvatica atropunicea)              | 2012             | Schönheit   | Höhe: 20 m Stammumfang: 375 cm Kronendurchmesser: 23 m | Fotos hochladen               |
| R13            | Duisburg-Bergheim In den Peschen / Flutweg in der Grünanlage Karte                             | Einzelbaum         | 1      | Blutbuche (Fagus sylvatica atropunicea)              | 2012             | Schönheit   | Höhe: 15 m Stammumfang: 365 cm Kronendurchmesser: 19 m | mehr Fotos \| Fotos hochladen |
| R14            | Duisburg-Bergheim In den Peschen / Flutweg in der Grünanlage Karte                             | Einzelbaum         | 1      | Ginkgo (Ginkgo biloba)                               | 2012             | Schönheit   | Höhe: 18 m Stammumfang: 280 cm Kronendurchmesser: 12 m | mehr Fotos \| Fotos hochladen |
| R15            | Duisburg-Bergheim Rembrandtstraße 3 A Karte                                                    | Einzelbaum         | 1      | Rosskastanie (Aesculus hippocastanum)                | 2012             | Schönheit   | Höhe: 16 m Stammumfang: 320 cm Kronendurchmesser: 24 m | mehr Fotos \| Fotos hochladen |
| R16            | Duisburg-Friemersheim Friemersheimer Straße 14 Karte                                           | Einzelbaum         | 1      | Edelkastanie (Castanea sativa)                       | 2012             | Schönheit   | Höhe: 12 m Stammumfang: 430 cm Kronendurchmesser: 21 m | mehr Fotos \| Fotos hochladen |
| R17            | Duisburg-Friemersheim im Garten der Gastwirtschaft ‚Schumachers‘ Karte                         | Baumgruppe         | 2      | Rosskastanie (Aesculus hippocastanum)                | 2012             | Schönheit   | Höhe: je 25 m Stammumfang: 400 cm bzw. 360 cm Kronendurchmesser: 21 m bzw. 23 m                                                                                                   | mehr Fotos \| Fotos hochladen |
| S1             | Duisburg-Bissingheim Ev. Kirchengemeinde Berglehne / Märchenweg Karte                          | Einzelbaum         | 1      | Blutbuche (Fagus sylvatica atropunicea)              | 2012             | Schönheit   | Höhe: 13 m Stammumfang: 300 cm Kronendurchmesser: 19 m | BW                            |
| S2             | Duisburg-Wedau Am See 7a Karte                                                                 | Einzelbaum         | 1      | Stieleiche (Quercus robur)                           | 2012             | Schönheit   | Höhe: 23 m Stammumfang: 395 cm Kronendurchmesser: 22 m | BW                            |
| S3             | Duisburg-Buchholz „Haus an der Buche“, Düsseldorfer Landstraße 135 Karte                       | Einzelbaum         | 1      | Blutbuche (Fagus sylvatica atropunicea)              | 2012             | Schönheit   | Höhe: 21 m Stammumfang: 310 cm Kronendurchmesser: 23 m | BW                            |

## Ehemalige Naturdenkmale
Unvollständige Übersicht über nicht länger existente Naturdenkmale:
| Denkmal-Nummer | Ort / Lage                                                              | Bezeichnung des ND | Anzahl | Art                                        | Eingetragen seit | Schutzgrund | Beschreibung | Bild |
| -------------- | ----------------------------------------------------------------------- | ------------------ | ------ | ------------------------------------------ | ---------------- | ----------- | --- | ---- |
| 1.3.27 (ehem.) | Duisburg-Rumeln-Kaldenhausen nordöstlich des Mühlenwinkelsweges Karte   | Einzelbaum         | 1      | Rotbuche (Fagus sylvatica)                 | 1992             | Schönheit   | Alter: ca. 150 Jahre Höhe: ca. 20 m Stammumfang: ca. 320 cm Kronendurchmesser: ca. 16 m nach Auskunft der unteren Naturschutzbehörde ist dieser Baum vor einiger Zeit abgestorben und umgestürzt | BW   |
| 1.3.49 (ehem.) | Duisburg-Süd-Mündelheim Rheinfeldweg 18, am Ellerhof Karte              | Einzelbaum         | 1      | Blutbuche (Fagus sylvatica ‚Atropurpurea‘) | 1992             | Schönheit   | Ende 2018 nach mehreren Schäden aus der Naturdenkmalliste entfernt und kurz darauf entfernt Alter: ca. 120 Jahre Höhe: ca. 20 m Stammumfang: ca. 185 cm Kronendurchmesser: ca. 20 m Direkt neben ND 1.3.50, auffällige Pfropfstelle, mehrere Baumhöhlen, baumchirurgische Maßnahmen durchgeführt.          | BW   |
| 1.3.50 (ehem.) | Duisburg-Süd-Mündelheim Rheinfeldweg 18, am Ellerhof Karte              | Einzelbaum         | 1      | Blutbuche (Fagus sylvatica ‚Atropurpurea‘) | 1992             | Schönheit   | Ende 2018 nach mehreren Schäden aus der Naturdenkmalliste entfernt und kurz darauf entfernt Alter: ca. 160 Jahre Höhe: ca. 20 m Stammumfang: ca. 280 cm Kronendurchmesser: ca. 20 m Direkt neben ND 1.3.49, auffällige Pfropfstelle, Baum hat eine große Höhlung, baumchirurgische Maßnahmen durchgeführt. | BW   |
| R9 (ehem.)     | Duisburg-Bergheim Bernhard-Röcken-Weg, am Essenberger Bruchgraben Karte | Einzelbaum         | 1      | Scharlacheiche (Quercus coccinea)          | 2012             | Schönheit   | Höhe: 17 m Stammumfang: 400 cm Kronendurchmesser: 25 m Nach Auskunft der unteren Naturschutzbehörde ist dieser Baum im August 2018 auseinandergebrochen und musste gefällt werden | BW   |
| R10 (ehem.)    | Duisburg-Bergheim An der Liff 11 Karte                                  | Einzelbaum         | 1      | Rosskastanie (Aesculus hippocastanum)      | 2012             | Schönheit   | Höhe: 20 m Stammumfang: 395 cm Kronendurchmesser: 21 m Beim Sturm Sabine im Februar 2020 ist die Krone heraus-gebrochen und der Baum musste gefällt werden | BW   |